# Thalassocnus
Thalassocnus és un gènere extint de peresós marí aquàtic o semiaquàtic que visqué a Sud-amèrica durant el Miocè i el Pliocè. Se n'han trobat restes fòssils a la costa del Perú. Aparentment pasturava herba marina i algues. Al llarg del temps, passà d'alimentar-se principalment a les aigües somes a fer-ho a aigües més profundes.